# 2009-es magyar vívóbajnokság
A 2009-es magyar vívóbajnokság a száznegyedik magyar bajnokság volt. A női és férfi tőrbajnokságot december 10-én rendezték meg, a női és férfi párbajtőrbajnokságot december 12-én, a női és férfi kardbajnokságot pedig december 14-én, mindet Budapesten, az Angyalföldi Sportcsarnokban.

## Eredmények
| Versenyszám          | Arany                       | Arany | Ezüst                            | Ezüst | Bronz                                                        | Bronz |
| -------------------- | --------------------------- | ----- | -------------------------------- | ----- | ------------------------------------------------------------ | ----- |
| Férfi tőrvívás       | Szabados Gábor Csata DSE    |       | Mazza Lorenzo MTK-Erzsébetváros  |       | Gátai Róbert MTK-ErzsébetvárosZalaba Péter MTK-Erzsébetváros |       |
| Férfi párbajtőrvívás | Hanczvikkel Márk Balaton VK |       | Pádár Tamás BVSC-Zugló           |       | Budai Dániel Bp. HonvédPeterdi András Pécsi EAC              |       |
| Férfi kardvívás      | Nemcsik Zsolt Vasas SC      |       | Decsi Tamás Kertvárosi VSE       |       | Iliász Nikolász Vasas SCLontay Balázs BVSC-Zugló             |       |
| Női tőrvívás         | Varga Gabriella Bp. Honvéd  |       | Nattán Sarolta MTK-Erzsébetváros |       | Mohamed Aida Törekvés SEZsáry Noémi BVSC-Zugló               |       |
| Női párbajtőrvívás   | Tóth Hajnalka BVSC-Zugló    |       | Nagy Tímea Bp. Honvéd            |       | Budai Dorina Bp. HonvédIzsó Katalin Vasas SC                 |       |
| Női kardvívás        | Benkó Réka Gödöllői EAC     |       | Luczáti Zsófia Vasas SC          |       | Damu Dóra Vasas SCVárhelyi Anna BVSC-Zugló                   |       |